# Martin Zeller
Martin Zeller, vlastním jménem Martin Poddaný (* 9. ledna 1978 Praha) je český zpěvák kapely Cocotte Minute, moderátor hudebních pořadů Pomeranč, Super Pomeranč a Pětka od Zellera, které vysílala Česká televize v letech 2005–2009, moderátor pořadu Album před půlnocí na rádiu Rock Zone 105,9. Od roku 1993 se věnoval hudební produkci jako tourmanager významných českých i zahraničních skupin, stagemanager předních českých hudebních festivalů a od konce 90. let je součástí teamu Paláce Akropolis. 